# 武並郵便局
武並郵便局（たけなみゆうびんきょく）は、岐阜県恵那市にある郵便局。民営化以前の分類では集配特定郵便局であった。

## 概要
住所：〒509-7199 岐阜県恵那市武並町竹折1163-1

## 沿革
- 1923年（大正12年）7月21日 - 開局。
- 1959年（昭和34年）3月21日 - 電話交換事務の取扱を恵那電報電話局に移管[1]。
- 1984年（昭和59年）9月26日 - 和文電報配達業務を恵那電報電話局および多治見電報電話局に移管。
- 1986年（昭和61年）10月 - 局舎新築。
- 2007年（平成19年）10月1日 - 民営化に伴い、併設された郵便事業恵那支店武並集配センターに一部業務を移管。
- 2012年（平成24年）10月1日 - 日本郵便株式会社発足に伴い、郵便事業恵那支店武並集配センターを武並郵便局に統合。

## 取扱内容
- 郵便、印紙、ゆうパック、内容証明
- 貯金、為替、振替、振込、国債
- 生命保険、バイク自賠責保険
- ゆうちょ銀行ATM
- 恵那市内の一部地域（〒509-71xx地域）の集配業務

## 周辺
- 岐阜県クリスタルパーク恵那スケート場
- 国道19号
- 国道418号

## アクセス
- JR中央本線 武並駅から西へ550m（徒歩約9分）
- 東濃鉄道バス 武並診療所前停留所下車
- 中央自動車道 恵那ICから西へ約5.5km
- 岐阜県道414号武並停車場線沿い
- 駐車場あり：5台